# WHA 1978/1979
Sezóna 1977/1978 byl 7. a posledním ročníkem World Hockey Association.
‎Poté, co se obnovilo jednání o sjednocení do ‎‎National Hockey League‎‎, opět jednání selhalo‎‎. Houston Aeros‎‎ si vzali za své důsledky finančních potíže z předešlé sezony a před sezónou v létě se rozpadli. ‎‎Indianapolis Racers‎‎ začal sezónu ale po 25 zápasech ligu opustil, což donutilo ligu změnit systém soutěže. Juniorský hráč, který ve svých osmi zápasech přispěl třemi asistencemi a třemi góly, přestoupil do ‎‎Edmonton Oilers‎‎ a inspiroval jejich hru, ‎‎Wayne Gretzky‎‎ odehrál první rok mezi dospělými. ‎
‎Stejně jako v předchozí sezóně, cestovaly národní týmy ze ‎‎Sovětského svazu‎‎ a ‎‎‎‎Československa‎‎ po Severní Americe, každý odehrál jeden zápas s každým týmem WHA. Vzhledem k tomu, že Edmonton nemohl plně doplnit svůj program, odehráli jeden zápas proti ‎‎Finsku. ‎
‎Ve finále ‎‎Avco World Trophy‎‎ se Edmonton Oilers utkali s Winnipeg Jets‎‎. Jets byli outsideři, ale jejich zkušenosti nakonec zvítězily 4-2 proti talentovaným hráčům z Edmontonu. Když ‎‎Dave Semenko‎‎ z Edmontonu skóroval dvanáct sekund před koncem šestého a posledního zápasu proti ‎‎Garymu Smithovi‎‎, naposledy se slavil gól ve WHA. ‎
‎2 085 574 diváků sledovalo 259 zápasů. V průměru to bylo 8 052 na zápas, což znamenalo jen velmi malý pokles o 200 diváků na zápas v předsezónní přípravě. V tehdejší NHL klesla průměrná návštěvnost na necelých 11 409 diváků.‎

## Základní část

### Systém soutěže
‎Stejně jako v předchozím roce hrály všechny týmy zápas proti Sovětskému a Československému výběr. Tyto zápasy byly součástí základní části. Po odchodu Indianapolis Racers měli Edmonton Oilers dokončit sezónu s pouhými 79 zápasy. Aby odehráli 80. zápas, hráli 20. března 1979 s Finskem.‎

### Tabulka
| Poř. | Tým                                                | Z  | V  | R  | P | VG  | OG  | B  |
| ---- | -------------------------------------------------- | -- | -- | -- | - | --- | --- | -- |
| 1.   | Edmonton Oilers                                    | 80 | 48 | 30 | 2 | 340 | 266 | 98 |
| 2.   | Québec Nordiques                                   | 80 | 41 | 34 | 5 | 288 | 271 | 87 |
| 3.   | Winnipeg Jets                                      | 80 | 39 | 35 | 6 | 307 | 306 | 84 |
| 4.   | New England Whalers                                | 80 | 37 | 34 | 9 | 298 | 287 | 83 |
| 5.   | Cincinnati Stingers                                | 80 | 33 | 41 | 6 | 274 | 284 | 72 |
| 6.   | Birmingham Bulls                                   | 80 | 32 | 42 | 6 | 286 | 311 | 70 |
| 7.   | Indianapolis Racers (odstoupení 15. prosince 1978) | 25 | 5  | 18 | 2 | 78  | 130 | 12 |
| 8.   | Výběr Sovětského svazu                             | 6  | 4  | 1  | 1 | 27  | 20  | 9  |
| 9.   | Výběr Československa                               | 6  | 1  | 4  | 1 | 14  | 33  | 3  |
| 10.  | Výběr Finska                                       | 1  | 0  | 1  | 0 | 4   | 8   | 0  |

### Hráčské statistiky

#### Kanadské bodování
Toto je konečné pořadí hráčů podle dosažených bodů. Za jeden vstřelený gól nebo přihrávku na gól hráč získal jeden bod.
| Poř. | Hráč            | Tým                   | Z  | G  | A  | B   | TM  | +/- |
| ---- | --------------- | --------------------- | -- | -- | -- | --- | --- | --- |
| 1.   | Real Cloutier   | Quebec Nordiques      | 77 | 75 | 54 | 129 | 48  | --  |
| 2.   | Robbie Ftorek   | Cincinnati Stingers   | 80 | 39 | 77 | 116 | 87  | --  |
| 3.   | Wayne Gretzky   | Indianapolis/Edmonton | 80 | 46 | 64 | 110 | 19  | --  |
| 4.   | Mark Howe       | New England Whalers   | 77 | 42 | 65 | 107 | 32  | --  |
| 5.   | Kent Nilsson    | Winnipeg Jets         | 78 | 39 | 68 | 107 | 8   | --  |
| 6.   | Morris Lukowich | Winnipeg Jets         | 80 | 65 | 34 | 99  | 119 | --  |
| 7.   | Marc Tardif     | Quebec Nordiques      | 74 | 41 | 55 | 96  | 98  | --  |
| 8.   | André Lacroix   | New England Whalers   | 78 | 32 | 56 | 88  | 34  | --  |
| 9.   | Peter Sullivan  | Winnipeg Jets         | 80 | 46 | 40 | 86  | 24  | --  |
| 10.  | Terry Ruskowski | Winnipeg Jets         | 75 | 20 | 66 | 86  | 211 | --  |

#### Hodnocení brankářů
Toto je konečné pořadí nejlepších pět brankářů.
| Poř. | Hráč            | Tým                 | Z  | MIN  | V  | P  | R | OG  | ČK | POG  | Úsp% |
| ---- | --------------- | ------------------- | -- | ---- | -- | -- | - | --- | -- | ---- | ---- |
| 1.   | Dave Dryden     | Edmonton Oilers     | 63 | 3531 | 41 | 17 | 2 | 170 | 3  | 2.89 | 89.0 |
| 2.   | Richard Brodeur | Quebec Nordiques    | 42 | 2433 | 25 | 13 | 3 | 126 | 3  | 3.11 | 90.1 |
| 3.   | Jim Corsi       | Quebec Nordiques    | 40 | 2291 | 16 | 20 | 1 | 126 | 3  | 3.30 | 89.9 |
| 4.   | Al Smith        | New England Whalers | 40 | 2396 | 17 | 17 | 5 | 132 | 1  | 3.31 | 88.3 |
| 5.   | Michel Dion     | Cincinnati Stingers | 30 | 1681 | 10 | 14 | 2 | 93  | 0  | 3.32 | 87.3 |

## Play off

### Pavouk
| Čtvrtfinále         | Čtvrtfinále |  |  | Semifinále          | Semifinále |  |                 | Finále | Finále |
|                     |             |  |  |                     |            |  |                 |        |        |
|                     |             |  |  | Edmonton Oilers     | 4          |  |                 |        |        |
| New England Whalers | 2           |  |  | New England Whalers | 3          |  |                 |        |        |
| Cincinnati Stingers | 1           |  |  |                     |            |  | Edmonton Oilers | 2      |        |
|                     |             |  |  |                     |            |  | Winnipeg Jets   | 4      |        |
|                     |             |  |  | Winnipeg Jets       | 4          |  |                 |        |        |
|                     |             |  |  | Québec Nordiques    | 0          |  |                 |        |        |
|                     |             |  |  |                     |            |  |                 |        |        |

### Čtvrtfinále
| New England Whalers vs. Cincinnati Stingers | New England Whalers vs. Cincinnati Stingers | New England Whalers vs. Cincinnati Stingers | New England Whalers vs. Cincinnati Stingers | New England Whalers vs. Cincinnati Stingers | New England Whalers vs. Cincinnati Stingers | New England Whalers vs. Cincinnati Stingers |
| Datum                                       | Domácí                                      | Domácí                                      | Hosté                                       | Hosté                                       | Prod.                                       |                                             |
| ------------------------------------------- | ------------------------------------------- | ------------------------------------------- | ------------------------------------------- | ------------------------------------------- | ------------------------------------------- | ------------------------------------------- |
| 21. dubna                                   | Cincinnati                                  | 3                                           | 5                                           | New England                                 |                                             |                                             |
| 22. dubna                                   | New England                                 | 3                                           | 6                                           | Cincinnati                                  |                                             |                                             |
| 24. dubna                                   | Cincinnati                                  | 1                                           | 2                                           | New England                                 |                                             |                                             |
| New England Whalers vyhrál 2:1 na série.    |                                             |                                             |                                             |                                             |                                             |                                             |

### Semifinále
| Edmonton Oilers vs. New England Whalers | Edmonton Oilers vs. New England Whalers | Edmonton Oilers vs. New England Whalers | Edmonton Oilers vs. New England Whalers | Edmonton Oilers vs. New England Whalers | Edmonton Oilers vs. New England Whalers | Edmonton Oilers vs. New England Whalers |
| Datum                                   | Domácí                                  | Domácí                                  | Hosté                                   | Hosté                                   | Prod.                                   |                                         |
| --------------------------------------- | --------------------------------------- | --------------------------------------- | --------------------------------------- | --------------------------------------- | --------------------------------------- | --------------------------------------- |
| 26. dubna                               | New England                             | 2                                       | 6                                       | Edmonton                                |                                         |                                         |
| 27. dubna                               | New England                             | 5                                       | 9                                       | Edmonton                                |                                         |                                         |
| 29. dubna                               | Edmonton                                | 1                                       | 4                                       | New England                             |                                         |                                         |
| 1. května                               | Edmonton                                | 4                                       | 5                                       | New England                             |                                         |                                         |
| 3. května                               | New England                             | 2                                       | 5                                       | Edmonton                                |                                         |                                         |
| 6. května                               | Edmonton                                | 4                                       | 8                                       | New England                             |                                         |                                         |
| 8. května                               | New England                             | 3                                       | 6                                       | Edmonton                                |                                         |                                         |
| Edmonton Oilers vyhrál 4:3 na série.    |                                         |                                         |                                         |                                         |                                         |                                         |

| Québec Nordiques vs. Winnipeg Jets | Québec Nordiques vs. Winnipeg Jets | Québec Nordiques vs. Winnipeg Jets | Québec Nordiques vs. Winnipeg Jets | Québec Nordiques vs. Winnipeg Jets | Québec Nordiques vs. Winnipeg Jets | Québec Nordiques vs. Winnipeg Jets |
| Datum                              | Domácí                             | Domácí                             | Hosté                              | Hosté                              | Prod.                              |                                    |
| ---------------------------------- | ---------------------------------- | ---------------------------------- | ---------------------------------- | ---------------------------------- | ---------------------------------- | ---------------------------------- |
| 23. dubna                          | Winnipeg                           | 6                                  | 3                                  | Québec                             |                                    |                                    |
| 25. dubna                          | Winnipeg                           | 9                                  | 2                                  | Québec                             |                                    |                                    |
| 27. dubna                          | Québec                             | 5                                  | 9                                  | Winnipeg                           |                                    |                                    |
| 29. dubna                          | Québec                             | 2                                  | 6                                  | Winnipeg                           |                                    |                                    |
| Winnipeg Jets vyhrál 4:0 na série. |                                    |                                    |                                    |                                    |                                    |                                    |

### Finále
| Edmonton Oilers vs. Winnipeg Jets                                | Edmonton Oilers vs. Winnipeg Jets | Edmonton Oilers vs. Winnipeg Jets | Edmonton Oilers vs. Winnipeg Jets | Edmonton Oilers vs. Winnipeg Jets | Edmonton Oilers vs. Winnipeg Jets | Edmonton Oilers vs. Winnipeg Jets |
| Datum                                                            | Domácí                            | Domácí                            | Hosté                             | Hosté                             | Prod.                             |                                   |
| ---------------------------------------------------------------- | --------------------------------- | --------------------------------- | --------------------------------- | --------------------------------- | --------------------------------- | --------------------------------- |
| 11. května                                                       | Winnipeg                          | 3                                 | 1                                 | Edmonton                          |                                   |                                   |
| 13. května                                                       | Winnipeg                          | 3                                 | 2                                 | Edmonton                          |                                   |                                   |
| 15. května                                                       | Edmonton                          | 8                                 | 3                                 | Winnipeg                          |                                   |                                   |
| 16. května                                                       | Edmonton                          | 2                                 | 3                                 | Winnipeg                          |                                   |                                   |
| 18. května                                                       | Winnipeg                          | 2                                 | 10                                | Edmonton                          |                                   |                                   |
| 20. května                                                       | Edmonton                          | 3                                 | 7                                 | Winnipeg                          |                                   |                                   |
| Edmonton Oilers vyhrál 4:2 na série a vyhráli Avco World Trophy. |                                   |                                   |                                   |                                   |                                   |                                   |

### Hráčské statistiky play-off

#### Kanadské bodování
Toto je konečné pořadí hráčů podle dosažených bodů. Za jeden vstřelený gól nebo přihrávku na gól hráč získal jeden bod.
| Poř. | Hráč             | Tým             | Z  | G  | A  | B  | TM | +/- |
| ---- | ---------------- | --------------- | -- | -- | -- | -- | -- | --- |
| 1.   | Wayne Gretzky    | Edmonton Oilers | 13 | 10 | 10 | 20 | 2  | --  |
| 2.   | Ron Chipperfield | Edmonton Oilers | 13 | 9  | 10 | 19 | 8  | --  |
| 3.   | Blair MacDonald  | Edmonton Oilers | 13 | 8  | 10 | 18 | 6  | --  |
| 4.   | Willy Lindström  | Winnipeg Jets   | 10 | 10 | 5  | 15 | 9  | --  |
| 5.   | Morris Lukowich  | Winnipeg Jets   | 10 | 8  | 7  | 15 | 21 | --  |
| 6.   | Brett Callighen  | Edmonton Oilers | 13 | 5  | 10 | 15 | 15 | --  |

## Trofeje a ocenění
| Trofej                          | Hráč          | Tým                 |
| ------------------------------- | ------------- | ------------------- |
| Gordie Howe Trophy              | Dave Dryden   | Edmonton Oilers     |
| Bill Hunter Trophy              | Réal Cloutier | Québec Nordiques    |
| Lou Kaplan Trophy               | Wayne Gretzky | Edmonton Oilers     |
| Ben Hatskin Trophy              | Dave Dryden   | Edmonton Oilers     |
| Dennis A. Murphy Trophy         | Rick Ley      | New England Whalers |
| WHA Playoff MVP                 | Rich Preston  | Winnipeg Jets       |
| Robert Schmertz Memorial Trophy | John Brophy   | Birmingham Bulls    |
| Paul Deneau Trophy              | Kent Nilsson  | Winnipeg Jets       |

### All-Star Tým

#### První All-Star Tým
| Hráč          | Pozice           | Tým                 | Z  | G  | A  | B   |
| ------------- | ---------------- | ------------------- | -- | -- | -- | --- |
| Robbie Ftorek | Střední útočník  | Cincinnati Stingers | 80 | 39 | 77 | 116 |
| Réal Cloutier | Křídelný útočník | Québec Nordiques    | 77 | 75 | 54 | 129 |
| Mark Howe     | Křídelný útočník | New England Whalers | 77 | 42 | 65 | 107 |
| Rick Ley      | Obránce          | New England Whalers | 78 | 11 | 39 | 50  |
| Rob Ramage    | Obránce          | Birmingham Bulls    | 80 | 12 | 36 | 48  |

| Hráč        | Pozice  | Tým             | Z  | V  | ČK | POG  |
| ----------- | ------- | --------------- | -- | -- | -- | ---- |
| Dave Dryden | Brankář | Edmonton Oilers | 63 | 41 | 3  | 2,89 |

#### Druhý All-Star Tým
| Hráč            | Pozice           | Tým             | Z  | G  | A  | B   |
| --------------- | ---------------- | --------------- | -- | -- | -- | --- |
| Wayne Gretzky   | Střední útočník  | Edmonton Oilers | 80 | 46 | 64 | 110 |
| Blair MacDonald | Křídelný útočník | Edmonton Oilers | 80 | 34 | 37 | 71  |
| Morris Lukowich | Křídelný útočník | Winnipeg Jets   | 80 | 65 | 34 | 99  |
| Dave Langevin   | Obránce          | Edmonton Oilers | 77 | 6  | 21 | 27  |
| Paul Shmyr      | Obránce          | Edmonton Oilers | 80 | 8  | 39 | 47  |

| Hráč            | Pozice  | Tým              | Z  | V  | ČK | POG  |
| --------------- | ------- | ---------------- | -- | -- | -- | ---- |
| Richard Brodeur | Brankář | Québec Nordiques | 42 | 25 | 3  | 3,11 |

## Vítězové Avco World Trophy
|  | Brankáři: Joe Daley • Gary Smith Obránci: Scott Campbell • Kim Clackson • Barry Long (C) • Paul MacKinnon • Lars-Erik Sjöberg (C) • Paul Terbenche Útočníci: Roland Eriksson • John Gray • Bob Guindon • Glenn Hicks • Bill Lesuk • Willy Lindström • Morris Lukowich • Lyle Moffat • Kent Nilsson • Rich Preston • Terry Ruskowski • Peter Sullivan • Steve West Trenér: Tom McVie Generální manažer: John Ferguson |